# Daniel Rostén
Daniel Rostén es un músico de black metal (vocalista, guitarrista y bajista) sueco. Es más conocido por ser el vocalista de la renovada banda de black metal Marduk a partir de 2004, cuando fue conocido como Mortuus. Es también el frontman de Funeral Mist, donde es conocido como Arioch, y bajo este nombre fue también vocalista de Triumphator. Dirige su propia compañía de diseño gráfico llamada "Holy Poison Design".

## Biografía

### Primeros años(1993-2004)
Rostén grabó por primera vez en 1993 un material para su banda en solitario llamada "Winds", aunque nunca fue lanzado oficialmente. En ese mismo año se unió a Funeral Mist como bajista. En 1995 el asumió el puesto de vocalista y guitarrista después de la salida de Typhos (el fundador de la banda) y contribuyó con las voces en la canción "Wind of Death" para el demo de la banda sueca Werewolf, The Werewolf is Unleashed. El material escrito bajo el nombre de "Winds" fue utilizado para el demo de Funeral Mist, Havoc, lanzado en 1996.

### Marduk (2004 en adelante)
En el 2004, Rostén se unió a Marduk como vocalista para el lanzamiento de su álbum Plague Angel, reemplazando a Legion. La banda Marduk fue formada por el guitarrista Morgan Håkansson en 1990 y Legion se integró a ellos en 1995, con quienes realizó cinco de sus ocho álbumes. Mortuus introdujo decididamente un estilo vocal muy diferente al de su predecesor , algo que a Håkansson le llamó la atención, al conocer su trabajo en Funeral Mist . Después de una evaluación cuidadosa, Rostén aceptó la oferta de Håkansson de unirse a Marduk. A diferencia de Legion, Håkansson ha dicho que Rostén ha compartido su interés y entusiasmo en cuanto al contenido lírico de Marduk, el cual se basa en relatos bíblicos, la historia de Tercer Reich y la Segunda Guerra Mundial.

### Controversia
En diciembre del 2009, durante una presentación en vivo en el DNA Lounge en San Francisco, Rostén fue abordado en el escenario por un hombre borracho y sin camiseta que trató de abrazarlo.  Rostén tomó al hombre de la cabeza, lo volteó de espaldas y lo empujó fuera del escenario. Este incidente fue grabado en video.

## Discografía

### Con Funeral Mist
- Darkness (1995)
- Havoc (1996)
- Devilry (1998)
- Salvation (2003)
- Devilry/Havoc (2005)
- Maranatha (2009)

### ConMarduk
- Plague Angel (2004)
- Deathmarch (2004)
- Warschau (2006)
- Rom 5:12 (2007)
- Wormwood (2009)
- Serpent Sermon (2012)
- Frontschwein (2015)
- Viktoria (2018)

### Con Triumphator
- The Triumph of Satan (1996)
- The Ultimate Sacrifice (1999)
- Wings of Antichrist (1999)